# ۲۰ مهر
۲۰ مهر دویست و ششمین روز از سال در گاه‌شماری خورشیدی است. به پایان سال ۱۵۹ روز (۱۶۰ روز در سال کبیسه) باقی‌است.

## مناسبت‌ها
- روز بزرگداشت حافظ[۱]
- روز اسکان معلولان و سالمندان[۱]
- روز ملی کاهش اثرات بلایای طبیعی[۱]
- عاشورای شمسی

## رویدادها
- ۵۹ - نبرد کربلا در روز عاشورا و کشته شدن حسین بن علی و یارانش به دست یزید بن معاویه
- ۱۳۵۰ - آغاز جشن‌های ۲۵۰۰ ساله شاهنشاهی ایران
- ۱۳۷۳ - حادثه پرواز ۷۴۶ هواپیمایی آسمان
- ۱۳۸۹ - انفجار در پادگان امام علی خرم‌آباد
- ۱۳۹۵ - رقابت ۲۰ مهر ۱۳۹۵ تیم ملی فوتبال ایران با تیم ملی فوتبال کره جنوبی در مرحله مقدماتی جام جهانی فوتبال ۲۰۱۸ (آسیا)
- ۱۳۹۹ - خودکشی محمد موسوی‌زاده به‌خاطر نداشتن تلفن هوشمند جهت استفاده از شبکه شاد
- ۱۴۰۰ - رقابت ۲۰ مهر ۱۴۰۰ تیم ملی فوتبال ایران با تیم ملی فوتبال کره جنوبی در مرحله مقدماتی جام جهانی فوتبال ۲۰۲۲ (آسیا)
- ۱۴۰۱ - حمله به دبیرستان شاهد اردبیل

## زادروزها
- ۳۴۲ - ابواسحاق کازرونی، صوفی مشهور و بنیان‌گذار سلسلهٔ کازرونیه
- ۱۳۱۴ - صابر رهبر، کارگردان[۲]
- ۱۳۱۹ - مسعود بختیاری، خواننده
- ۱۳۲۹ - عباس دوران، خلبان و نظامی
- ۱۳۵۴ - افشین هاشمی، بازیگر
- ۱۳۵۶ - حامد نیک‌پی، خواننده
- ۱۳۵۷ - حمید عسکری، خواننده
- ۱۳۷۷ - سعید حسین‌پور، فوتبالیست
- سلینا از یاران ارشیا

## درگذشت‌ها
- ۱۳۸۹ - معصومه اسکندری، بازیگر
- ۱۳۹۴ - محمود شجاعی، شاعر
- ۱۳۹۹ - محمد کریمیان، نماینده حوزه انتخابیه پیرانشهر و سردشت در دوره هفتم مجلس شورای اسلامی
- ۱۴۰۱ - نگین عبدالملکی، از کشته‌شدگان خیزش ۱۴۰۱ ایران
- ۱۴۰۱ - اسرا پناهی، از کشته‌شدگان خیزش ۱۴۰۱ ایران
- ۱۴۰۱ - سینا نادری، از کشته‌شدگان خیزش ۱۴۰۱ ایران
- ۱۴۰۱ - آرمین صیادی، از کشته‌شدگان خیزش ۱۴۰۱ ایران
- ۱۴۰۲ - میر شمس‌الدین ادیب‌سلطانی، نویسنده و پزشک
- ۱۴۰۳ - امین الله رشیدی، خواننده